# Cinclosoma alisteri
Cinclosoma alisteri — вид горобцеподібних птахів родини Cinclosomatidae.

## Таксономія
Птах названий у 1910 році Грегорі Метьюсом на честь його сина Алістера. Він був описаний під назвою Cinclosoma cinnamomeum alisteri як підвид пішака чорноволого. Аналіз мітохондріальної ДНК у 2012 році дозволили піднести таксон до рівня виду.

## Поширення
Ендемік Австралії. Поширений лише на рівнині Налларбор. Живе у посушливих і напівпосушливих скелястих районах з розрідженим кущистим покривом.

## Опис
Птах середнього розміру, завдовжки до 20 см, вагою 50-67 г. Тіло міцної статури з округлою головою, коротким, клиноподібним дзьобом, міцними ногами та довгим хвостом з квадратним кінцем. Спина, крила та боки коричневі. Верх голови, а також шия, хвіст, потилиця та підшерстя — червонувато-коричневі. У самців лицьова маска, чорло та груди чорні, у самиць вони сіро-коричневі. Щоки, брови, боки шиї, черево білі. Первинні криючі крил чорні. Дзьоб і ноги чорнуваті, а очі темно-карі.

## Спосіб життя
Наземний птах, літає рідко та неохоче. Активний вдень. Трапляється поодинці або парами, рідше невеликими зграйками. Поживу шукає серед скель і сухої трави на землі. комахами, на яких полює на землі, рідше насінням та ягодами. Сезон розмноження триває з травня по жовтень. Моногамні птахи. За рік може бути два виводки. Гніздо будується на землі лише самицею. У кладці 2-3 яйця. Інкубація триває близько двадцяти днів. Піклуються про пташенят обидва батьки. Пташенята стають незалежними приблизно через два місяці після вилуплення.